# Omphalocyclus anatoliensis
Omphalocyclus anatoliensis es un foraminífero bentónico orbitoidal, conocido en los paleoambientes de aguas relativamente poco profundas situados en las partes exteriores de las plataformas del Cretácico superior. Es un taxón relativamente común con una distribución geográfica desde Europa hasta el norte de África, la India, Indonesia, y el Caribe. La presencia de foraminíferos es muy débil en las capas arrecifales tomando en cuenta la rica fauna fósil rudista. Los foraminíferos se encuentran con alta frecuencia en las facies de arrecife anterior, arrecife posterior y laguna. Sin embargo, en las formaciones arrecifales, los foraminíferos son muy débiles y rara vez están presentes.